# 四番
四番（よんばん）は、愛知県名古屋市熱田区の地名。現行行政地名は四番一丁目及び四番二丁目。住居表示実施。

## 地理
名古屋市熱田区南西部に位置する。東は二番一丁目・同二丁目、西は六番一丁目・同二丁目、南は五番町、北は大宝四丁目に接する。

## 歴史

### 町名の由来
熱田新田開拓の際、一番割から三十三番割まで分割したうちの四番割にあたることによる。

### 沿革
- 1940年（昭和15年）
  - 10月2日 - 熱田区熱田新田東組の一部により、同区四番町が成立する[1]。
  - 10月10日 - 熱田区熱田新田東組の一部を編入する[1]。
- 1982年（昭和57年）11月14日 - 熱田区四番町・熱田新田東組・西郊通・大宝町・鍋弦町・二番町・六番町の各一部により四番一丁目が、同区熱田新田東組・四番町・二番町・六番町の各一部により四番二丁目がそれぞれ成立する[1]。また、四番町は四番一丁目・四番二丁目のほか、六番二丁目に編入され消滅[1]。

## 世帯数と人口
2018年（平成30年）12月1日現在の世帯数と人口は以下の通りである。
| 丁目       | 世帯数    | 人口    |
| ---------- | --------- | ------- |
| 四番一丁目 | 593世帯   | 1,018人 |
| 四番二丁目 | 595世帯   | 1,060人 |
| 計         | 1,188世帯 | 2,078人 |

### 人口の変遷
国勢調査による人口の推移。
| 1995年（平成7年）  | 2,406人 |  |  |
| 2000年（平成12年） | 2,191人 |  |  |
| 2005年（平成17年） | 2,134人 |  |  |
| 2010年（平成22年） | 2,053人 |  |  |
| 2015年（平成27年） | 2,044人 |  |  |

### 世帯数の変遷
国勢調査による世帯数の推移。
| 1995年（平成7年）  | 1,068世帯 |  |  |
| 2000年（平成12年） | 1,022世帯 |  |  |
| 2005年（平成17年） | 1,058世帯 |  |  |
| 2010年（平成22年） | 1,023世帯 |  |  |
| 2015年（平成27年） | 1,106世帯 |  |  |

## 学区
市立小・中学校に通う場合、学校等は以下の通りとなる。また、公立高等学校に通う場合の学区は以下の通りとなる。なお、小学校は学校選択制度を導入しておらず、番毎で各学校に指定されている。
| 丁目       | 小学校                                    | 中学校                 | 高等学校 |
| ---------- | ----------------------------------------- | ---------------------- | -------- |
| 四番一丁目 | 名古屋市立船方小学校 名古屋市立大宝小学校 | 名古屋市立日比野中学校 | 尾張学区 |
| 四番二丁目 | 名古屋市立船方小学校                      | 名古屋市立日比野中学校 | 尾張学区 |

## 交通
- 名古屋市営地下鉄名港線 六番町駅
  - 六番町バスターミナル[3]
- 国道1号

## 施設
- 四番観音[3]
- 五番観音[3]
- 名古屋市立船方小学校[3]
- 名古屋市熱田青年の家[3]
- 神明社[3]
- ナフコトミダ熱田店
- 名古屋銀行六番町支店
- 愛知信用金庫六番町支店

## その他

### 日本郵便
- 郵便番号 : 456-0051[WEB 3]（集配局：熱田郵便局[WEB 13]）。

### WEB
1. 1 2  “愛知県名古屋市熱田区の町丁・字一覧”.   人口統計ラボ. 2017年7月23日閲覧。
2. 1 2  “町・丁目(大字)別、年齢(10歳階級)別公簿人口(全市・区別)”.   名古屋市 (2018年12月20日). 2019年1月6日閲覧。
3. 1 2  “郵便番号”.  日本郵便. 2019年1月6日閲覧。
4. ↑  “市外局番の一覧”.   総務省. 2019年1月6日閲覧。
5. ↑  名古屋市役所市民経済局地域振興部住民課町名表示係 (2015年10月21日). “熱田区の町名一覧”.   名古屋市. 2017年7月23日閲覧。
6. 1 2  総務省統計局 (2014年3月28日). “平成7年国勢調査の調査結果(e-Stat) - 男女別人口及び世帯数 －町丁・字等” (CSV). 2021年7月20日閲覧。
7. 1 2  総務省統計局 (2014年5月30日). “平成12年国勢調査の調査結果(e-Stat) - 男女別人口及び世帯数 －町丁・字等” (CSV). 2021年7月20日閲覧。
8. 1 2  総務省統計局 (2014年6月27日). “平成17年国勢調査の調査結果(e-Stat) - 男女別人口及び世帯数 －町丁・字等” (CSV). 2021年7月21日閲覧。
9. 1 2  総務省統計局 (2012年1月20日). “平成22年国勢調査の調査結果(e-Stat) - 男女別人口及び世帯数 －町丁・字等” (CSV). 2021年7月21日閲覧。
10. 1 2  総務省統計局 (2017年1月27日). “平成27年国勢調査の調査結果(e-Stat) - 男女別人口及び世帯数 －町丁・字等” (CSV). 2021年7月21日閲覧。
11. ↑  “市立小・中学校の通学区域一覧”.   名古屋市 (2018年11月10日). 2019年1月14日閲覧。
12. ↑  “平成29年度以降の愛知県公立高等学校（全日制課程）入学者選抜における通学区域並びに群及びグループ分け案について”.   愛知県教育委員会 (2015年2月16日). 2019年1月14日閲覧。
13. ↑  郵便番号簿 平成29年度版 - 日本郵便. 2019年01月06日閲覧 (PDF)

### 書籍
1. 1 2 3 4 5  名古屋市計画局 1992, p. 813.
2. 1 2  「角川日本地名大辞典」編纂委員会 1989, p. 1446.
3. 1 2 3 4 5 6 7  名古屋市計画局 1992, p. 438.